# Голод у Чехії 1770–1772 рр

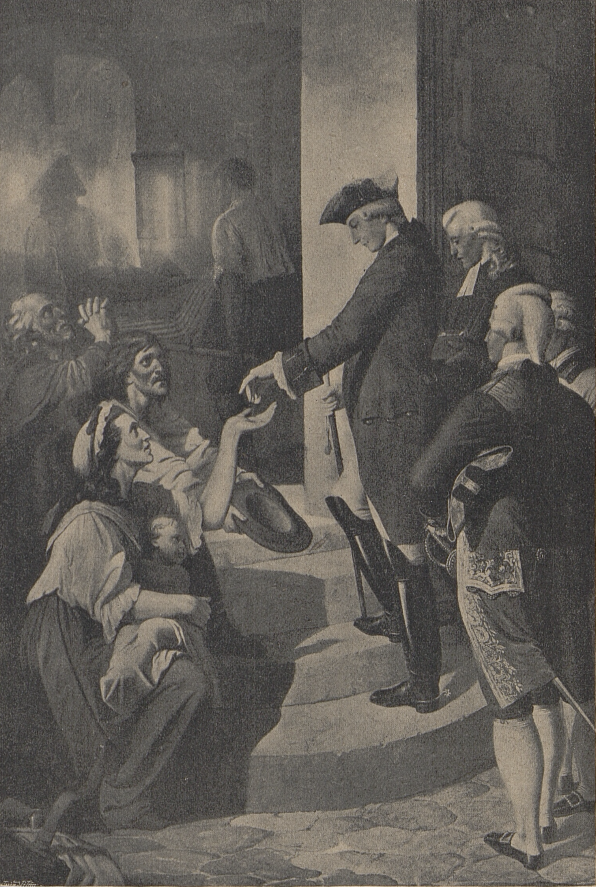
Йосиф II під час голоду 1772 року відвідує празьку лікарню (репродукція картини Карла Свободи, "Живописна історія чеського народу", 1910)

Голод у чеських землях між 1770 і 1772 роками - період масового неврожаю і голоду на чеських землях під владою Габсбурзької монархії, який розпочався навесні 1770 року і тривав до 1772 року. Загальна кількість смертей в результаті оцінюється від 250 000 до 500 000, значна частина з них - у сільській місцевості. Погане економічне становище країни, виснаженої Семирічною війною, в поєднанні з кількома роками неврожаїв, спричинило продовольчу кризу, під час якої внаслідок голоду або посиленого поширення хвороб на коронних землях померло близько 10-15 % від загальної кількості населення, і знадобилося близько 15 років, щоб населення досягло рівня, який існував до 1771 року - близько 4,5 мільйонів.

## Причини
Після закінчення Семирічної війни, під час якої значна частина австро-прусського фронту проходила територією Чехії, економічне становище Габсбурзької монархії за часів Марії Терезії було не найкращим. Країна була фінансово і людськи виснажена, сотні тисяч її мешканців стали жертвами війни, а Богемія і частина Моравії зокрема були спустошені присутністю військ або прямими бойовими діями, а деякі населені пункти були спалені і пограбовані. Реакцією шляхти в деяких маєтках було (як і після Тридцятилітньої війни перед кризою, що зрештою призвела до селянського повстання 1680 року) збільшення трудових і врожайних податків. Починаючи з 1762 року настала низка дощових років, кульмінацією яких стали надзвичайно рясні дощі 1769 і 1770 років. Протягом 1760-х років лише 1768 рік був записаний як родючий. Дуже м'яка і дощова зима сталася на рубежі 1769 і 1770 років, за якою послідували сильні снігопади в березні 1770 року і подальші снігові замети на полях, які в багатьох місцях не розтанули до початку квітня. За цим послідували повені та посуха.

## Розвиток подій
Багнистий верхній шар ґрунту ускладнював селянам оранку та сівбу, а після першого голодного 1770 року зерно, призначене на посів, почали вивозити з зерносховищ. У чеських землях зернові становили переважну більшість усіх оброблюваних земель, і, в разі несприятливих умов вирощування, ця монокультура спричиняла значний дефіцит продовольства в містах і селах та радикальне зростання цін на зернові культури.
Імперська влада спробувала врегулювати ситуацію ще навесні 1770 року, заборонивши вивіз зерна за межі чеських земель, однак падіння врожайності та поступове витрачання запасів призвели до того, що вже того ж року голод спалахнув у більших масштабах. Наприкінці літа того ж року чеські землі відвідав імператор Священної Римської імперії і спадкоємець австрійського престолу Йосиф II, який спочатку прибув на чеські землі насамперед для переговорів з королем Пруссії Фрідріхом II в Унічові. Другу поїздку до Чехії він здійснив у зв'язку з голодом восени 1771 року, де провів шість тижнів. Дізнавшись про масштаби голоду, він попросив свою матір, імператрицю Марію Терезію, втрутитися і допомогти йому. Заборона на експорт зерна була поширена на всю імперію. Йосиф II також наказав відкрити армійські зерносховища, і згодом до Чехії та Моравії почали завозити зерно з Нижньої Австрії чи Угорщини, а також з Єгипту. Але навіть цього виявилося недостатньо, і вже в 1770 році було вбито десятки тисяч людей. Криза досягла свого піку в 1771 році, коли кількість померлих від голоду зросла до сотень тисяч. Лише після збору врожаю 1772 року ситуація покращилася, але в деяких районах голод, виснаження і такі хвороби, як тиф, дизентерія і чума, продовжували спричиняти масову смертність. Повсюдно зросла злочинність, а також з'явилися записи про натовпи жебраків, що блукали селами. Значна частина кріпаків була фізично зубожіла, страждала від хвороб, а санітарні умови, особливо в містах, були вкрай незадовільними. Про голод згадується в багатьох міських і сільських хроніках. Чеські землі найбільше постраждали від кризи в економічному плані, а у великих містах завмерла торгівля. Міграція з постраждалих регіонів до інших частин імперії або за кордон значно зросла.

## Наслідки
Нестача харчів і часто жорстока поведінка шляхти призвели вже під час голоду до проявів опору і повстань сільських кріпаків проти влади. Спочатку вони спалахнули в маєтках переважно в південній і західній Чехії, відомі повстання в маєтку Бездеков, Nahý Újezd u Tachova та багатьох інших, потім вони також перекинулися на інші постраждалі території, особливо в центральній і східна Богемія, наприклад, у маєтку Летоград . Одним із місць найдовшого опору був безрочний маєток, де селяни самостійно господарювали з весни до осені 1771 р. Раніше повстання жорстоко придушувалися, а їхніх натхненників та учасників часто піддавали тортурам та іншим фізичним покаранням. Сільські заворушення не припинялися навіть після 1772 року, у 1775 році у Східній Чехії спалахнуло відносно велике селянське повстання, зосереджене навколо вільного намісництва Антоніна Нивлта навколо Ртина в Підкрконоші та закінчилося поразкою в битві під Хлумцем над Цідліною . Патент про скасування кріпосного права римського імператора Йосифа II значно сприяв заспокоєнню цих почуттів. з 1781 року.
Цей голод висвітлив слабкість монокультурного сільського господарства тут, а загроза ще однієї подібної катастрофи сприяла масовому поширенню картоплі в Європі з Америки - культури, яка є легкою для ґрунту і краще протистоїть погодним коливанням.